# Ring-modulátor
A ring modulátor egy olyan modulátorkapcsolás, ami alkalmas amplitúdómoduláció megvalósítására.
Nevét a 4 körbekapcsolt diódáról kapta.

## Felépítése[2]
- P1-P2: Moduláló jel bemenete
- P3-P4: Vivőjel bemenete
- P5-P6: AM jel kimenete

A kapcsolás P3-P4 csatlakozási pontján szimmetrikus, a P1-P2, P5-P6 kapcsokon földfüggetlen a táplálás illetve a kivezetés. Ha a P3-P4 ponton csatolótranszformátoron visszük be a vivőjelet, akkor megvalósítható mindegyik kapocs közös földeléshez csatlakoztatása.